# Pullmantur Cruceros
Pullmantur Cruceros era una línea de cruceros con sede en Madrid, España. Inició sus operaciones a finales de los años 1990 como una filial de la agencia de viajes Pullmantur, con sede en Madrid. En 2006, Pullmantur Cruises, a través de su empresa matriz, fue comprada por Royal Caribbean Group, con sede en Estados Unidos, pero Royal Caribbean luego vendió una participación del 51% en la línea de cruceros a la firma de inversión española Springwater Capital, reteniendo un 49%. apostar.
Desde 2006 pertenecía a la naviera americana Royal Caribbean Cruises Ltd., el grupo con sede en Madrid, contaba con oficinas comerciales en Colombia. En 2020 Pullmantur solicitó reorganización debido a la pandemia de enfermedad por coronavirus de 2019-2020. En 2022, Royal Caribbean decidió cerrarla y despedir a los 350 empleados que quedaban en la empresa, pese a ser, por entonces, la segunda naviera más rica del mundo.

## Historia

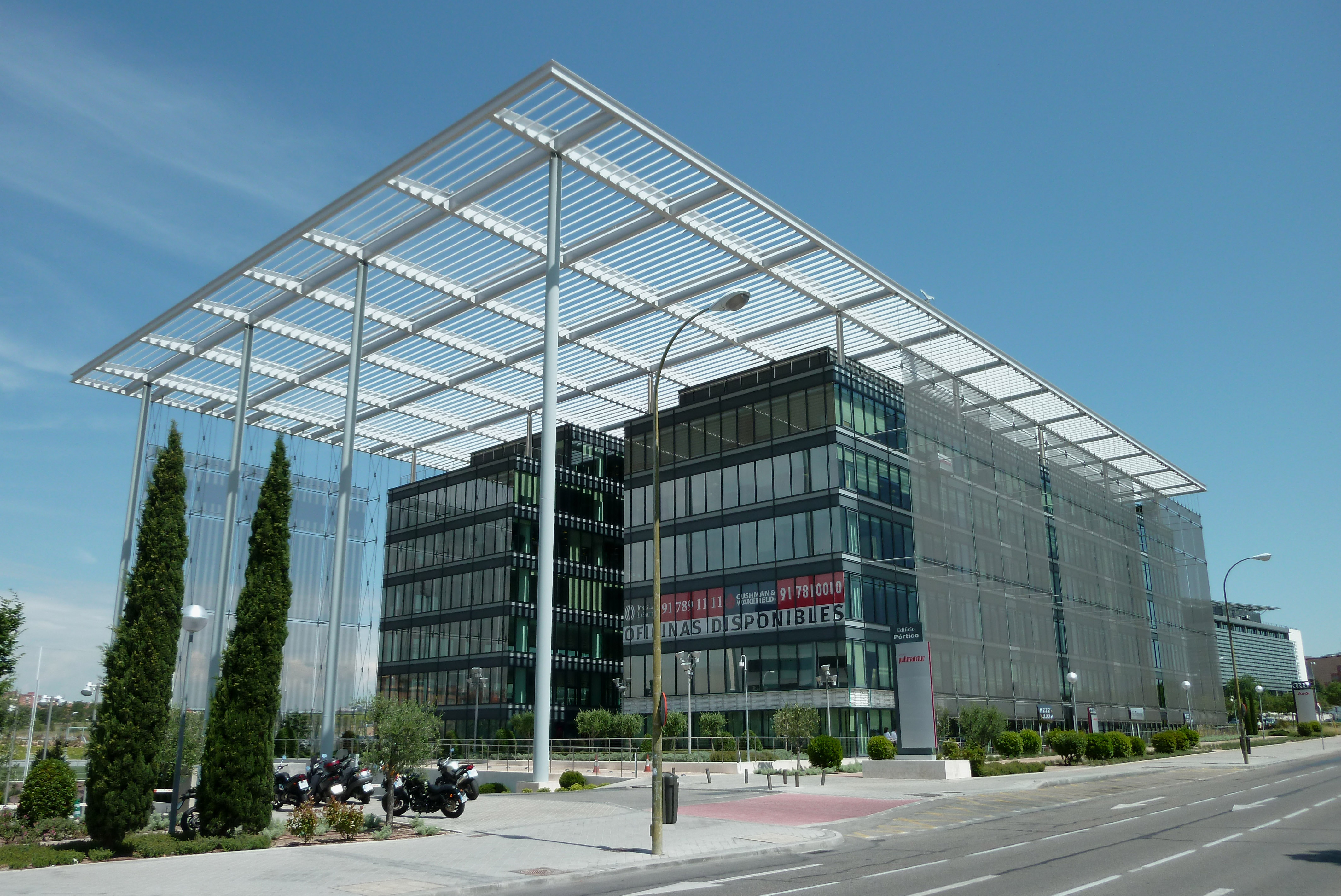
Edificio Pórtico, antigua sede de Pullmantur.

Pullmantur comenzó en el mercado de los cruceros en la época de los noventa con los buques SS SeaWind Crown y SS Rembrandt ambos de Premier Cruises. Más tarde, cambiaron los planes de Premier Cruises, y Pullmantur adquirió el buque SS Big Red Boat I para posicionarlo en el mercado español en exclusiva, el buque fue rebautizado SS Oceanic (su nombre original) y comenzó a realizar cruceros de 7 noches desde Barcelona en 2001.
Tras el éxito de los cruceros Pullmantur, la compañía fletó en 2002 el buque R5 de Renaissance Cruises y lo rebautizó con el nombre de Blue Dream. El barco abandonó la flota en 2004.
Ese año adquirió el buque MV Pacific, ex Pacific Princess de la compañía Princess Cruises. Este buque fue el protagonista de la exitosa serie Vacaciones en el Mar.
En 2004, Pullmantur adquirió el buque SuperStar Aries que fue renombrado Holiday Dream y fletó el R6 que fue renombrado Blue Star y más tarde Blue Dream II.
En 2006, Pullmantur adquirió el Pacific Sky de P&O Cruises Australia, el cual fue renombrado como Sky Wonder.
En 2006, Pullmantur también adquirió el R7, que fue rebautizado Blue Moon y permaneció en la flota hasta 2007.
Tras negociaciones secretas, Royal Caribbean Cruises Ltd. adquirió en 2006 a la compañía Pullmantur, en la que se englobaba Paditour (Viajes), Pullmantur Air (Aerolínea) y Pullmantur Cruises (Cruceros). Los cruceros Blue Moon (ex R7) y Blue Star (ex R6) fueron transferidos a Celebrity Cruises, aunque pronto formarían la flota de la compañía Azamara Cruises. A cambio, Pullmantur recibió el buque Celebrity Zenith de Celebrity Cruises el cual fue renombrado Zenith y el buque Mona Lisa de la desaparecida Holiday Kreuzfahrten fue fletado por un año bajo el nombre de Oceanic II.
En 2008, Pullmantur adquirió el buque Pacific Star de P&O Cruises Australia, que fue renombrado Ocean Dream. Ese mismo año, Royal Caribbean transfirió el buque MS Empress of the Seas a Pullmantur, que lo rebautizó Moon Empress y antes de empezar su singladura para Pullmantur su nombre se cambió por Empress.
A finales de 2008, Royal Caribbean transfirió el Sovereign of the Seas a Pullmantur, que fue rebautizado Sovereign y comenzó a operar desde Barcelona en 2009 tras una importante reforma. Tras la venta de las acciones que Royal Caribbean poseía en Island Cruises, el buque que Royal Caribbean donó a la compañía y que fue bautizado como Island Star fue devuelto a Royal Caribbean que lo transfirió a Pullmantur en 2009 bajo el nombre de Pacific Dream. Durante la temporada 2009, el buque Sky Wonder que en 2008 había sufrido varios problemas en sus rutas por el Egeo y Turquía fue transferido al mercado portugués bajo el nombre de Atlantic Star, en abril de 2009, el buque fue varado en Marsella mientras el Pacific Dream retomaba las rutas del mercado portugués, a la espera de un veredicto sobre su futuro.
El año 2013 corrió el rumor de que la naviera trasladaría su sede central a Panamá. En octubre de 2014 el director general de Pullmantur, Jorge Vilches confirmó que la sede central de la compañía de cruceros permanecería en España. Durante esa intervención también comunicó que el año 2016 Pullmantur recibirá un nuevo barco.
En julio de 2020 el barco Monarch y el Sovereign atracaron en el puerto de Aliaga en Turquía para ser desmantelados.En julio de 2021 la compañía, incapaz de hacer frente a la pandemia y sin barcos, solicita la liquidación al juzgado.

## Cruceros y Rutas

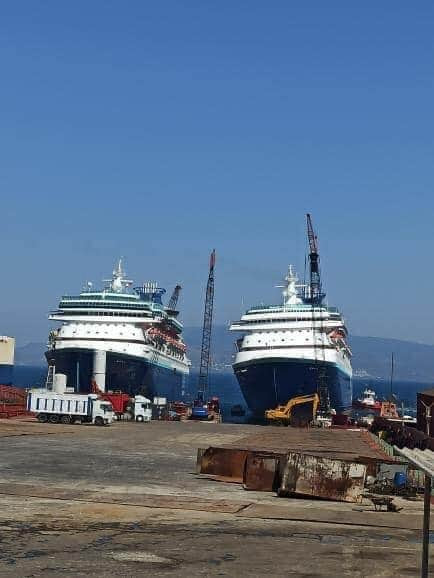
Monarch (Izquierda) y Sovereign (Derecha) varados para desguace en Aliağa (Turquía), en julio de 2020.

Para el año 2010, Pullmantur presenta las rutas Brisas del Mediterráneo desde Barcelona con el buque Sovereign, Rondó Veneciano e Islas Griegas y Turquía desde Atenas con el buque Zenith, Joyas del Atlántico desde Málaga y Lisboa con los buques Empress (temporada baja) y Pacific Dream (en temporada alta y Setiembre), Capitales Bálticas desde Copenhague y Helsinki con el buque Empress (en temporada Alta y Media), Antillas y Caribe Sur desde Cartagena de Indias con el buque Ocean Dream (temporada Media y Baja), Pacífico Mexicano (para el mercado mexicano) desde Puerto Vallarta con el buque Ocean Dream (temporada Alta), Tierra Santa desde Atenas con el buque Bleu de France (temporada Baja), Egipto y Tierra Santa desde Atenas con el buque Zenith (temporada Alta y Media), Escapadas al Atlántico desde Málaga y Lisboa con el buque Empress (temporada Media y Baja) y Encantos de Canarias desde diferentes puertos Canarios con el buque Pacific Dream (temporada Baja y Media).

## Curiosidades
- Pullmantur es una compañía española, pero todos sus barcos estában registrados en Valletta (Malta) como pabellón de conveniencia.
- El buque Empress fue inicialmente nombrado Moon Empress, pero antes de que comenzara a operar su nombre fue cambiado por Empress.
- Los buques Sovereign y Monarch pertenecen a la clase Sovereign, mientras que el buque Empress pertenece a la clase Empress, ambas pertenecientes a Royal Caribbean International en el momento de su construcción. Por lo tanto la flota más importante de Pullmantur está compuesto por buques procedentes de Royal Caribbean. Posteriormente en 2016 el buque Empress fue devuelto a Royal Caribbean, que lo volvió a renombrar como Empress of the Seas y le repintó su logotipo.
- El buque Pacific Dream y el buque Zenith son gemelos, ambos construidos en Papenburg para Celebrity Cruises.
- Según el catálogo de 2011, el buque Pacific Dream cambiará su nombre por Horizon (su nombre original)
- El buque Oceanic fue vendido a Peace Boat en 2009.
- Es la primera compañía española de cruceros.
- El buque Sky Wonder ha tenido una gran cantidad de accidentes a lo largo de su historia. Con Pullmantur, sufrió un encalle en Kusadasi y ha tenido varios problemas con los motores en alta mar. Actualmente está varado en Marsella, a la espera que la compañía decida su futuro.
- Hasta que Royal Caribbean compró Pullmantur Cruises, sus barcos tenían pabellón distinto (por ejemplo: los buques SS Oceanic, Blue Dream II y MV Pacific estaban registrados en Nassau (Bahamas), mientras que los buques Blue Moon, Sky Wonder y  Holiday Dream estaban registrados en Valletta (Malta). Cuando la compañía fue comprada por Royal Caribbean, todos los barcos salvo el buque MV Pacific fueron registrados en Valletta (Malta).
- Aunque el buque Pacific Dream y el buque Zenith son gemelos, el buque Zenith tiene un bar interior más y el buque Pacific Dream tiene un bar exterior más.
- Todas las chimeneas de los buques de Pullmantur, salvo la del Pacific Dream y la del Bleu de France lucen una imponente "Ñ" gigante símbolo de la españolidad de la compañía.
- La ruta Rosa del Desierto con el buque Bleu de France de 2010 por el Mar Rojo fue retirada por falta de pasajeros.
- El buque Bleu de France fue vendido en 2010 a la compañía británica SAGA Cruises, la filial francesa operará a partir de 2012 el buque MV Horizon bajo el nombre de "L'Horizon".

- Novela: En el mes de marzo de 2012 se publicó la novela "Encuentros en el Sovereign" de Jesús Caudevilla Pastor cuya trama transcurre a bordo del buque de Pullmantur, el Sovereign, durante el crucero "Brisas del Mediterráneo".